# Немирівок
Немирівок (або Немирів, Неморів, Немирівка, Немірувек, пол. Niemirówek) — село в Польщі, у гміні Тарнаватка Томашівського повіту Люблінського воєводства. Розташоване на Закерзонні (на історичній Холмщині). Населення — 167 осіб (2011).

## Історія
1749 року вперше згадується церква східного обряду в селі.
За даними етнографічної експедиції 1869—1870 років під керівництвом Павла Чубинського, у селі переважно проживали греко-католики, але населення здебільшого розмовляло польською мовою.
У 1975—1998 роках село належало до Замойського воєводства.

## Населення
Демографічна структура станом на 31 березня 2011 року:
|          | Загалом | Допрацездатний вік | Працездатний вік | Постпрацездатний вік |
| -------- | ------- | ------------------ | ---------------- | -------------------- |
| Чоловіки | 89      | 19                 | 50               | 20                   |
| Жінки    | 78      | 17                 | 36               | 25                   |
| Разом    | 167     | 36                 | 86               | 45                   |